# Mycena chlorophos
Mycena chlorophos je bioluminiscenční tropická lupenatá houba z čeledi Mycenaceae. Poprvé byla popsána roku 1860 jako Agaricus chlorophos, ale později došlo k jejímu přeřazení do rodu Mycena (helmovka). Vyskytuje se převážně v oblastech jihovýchodní Asie, kde roste v tropických a subtropických lesích jako saprotrof.

## Objev a taxonomie
Během Rodgersovy-Ringgoldovy výzkumné výpravy do severního tichomoří v letech 1853 až 1856 americký botanik Charles Wright odebral na Boninských ostrovech zástupce neznámé houby, kterou následně roku 1860 odborně popsali přírodovědci Miles Berkeley a Moses Ashley Curtis jako nový druh Agaricus chlorophos. Téhož roku byl na základě analýzy materiálu ze stejné lokality nově popsán ještě druh Agaricus cyanophos, ale roku 1939 bylo zjištěno, že jsou oba druhy konspecifické. Roku 1887 italský mykolog Pier Andrea Saccardo přeřadil A. chlorophos pod rod Mycena. Plodnice i mycelium M. chlorophos za určitých podmínek vykazují okem pozorovatelnou, světle zelenou bioluminiscenci, díky čemuž se této houbě v Japonsku přezdívá yakoh-take, kde yakoh znamená „noční světlo“ a take je výraz pro houbu. Na Boninských ostrovech v Japonsku zase získala přezdívku „Green Pepe“, tedy zelený Pepe.

## Popis
- Klobouk dosahuje průměru 10–27 mm, přirůstá středově ke třeni, v mládí je tupě kuželovitý až zvonovitý, | Mycena chlorophos                             | Mycena chlorophos               |
| --------------------------------------------- | ------------------------------- |
| Mykologické vlastnosti                        |                                 |
| lupeny                                        | lupeny na výtrusném roušku      |
| kuželovitý klobouk · plochý klobouk           | klobouk je kuželovitý či plochý |
| volné · odsedlé                               | lupeny jsou volné či odsedlé    |
| holý                                          | třeň je holý                    |
| válcovitý                                     | třeň je válcovitý               |
| bílý                                          | výtrusný prach je bílý          |
| saprotrofický ekologický typ                  | saprotrofický ekologický typ    |
| neznámo                                       | jedlost: neznámo                |
| Některá data mohou pocházet z datové položky. |                                 | postupně se rozevírá a stává plošším. Uprostřed se někdy tvoří prohlubeň. Na klobouku jsou patrné radiální drážky, které se téměř sbíhají v jeho středu. Má bledě šedohnědé zbarvení, které směrem k okraji bledne. Okraj je téměř bílý, zvlněný. Pokožka je za vlhka slizká, lepkavá.
- Hymenofor je bílý s hustými, volnými nebo odsedlými, až 3 mm širokými lupeny s hladkým ostřím, doprovázenými dvěma řadami lupénků (kratší lupeny, které nesahají po celé délce hymenoforu).
- Třeň je válcovitý, dutý, centrální, průsvitný, 15–25 mm vysoký a až 1–2 mm tlustý. Jeho povrch pokrývají jemné vlásky. U základny se rozšiřuje v diskovitou, až 3–5 mm mm širokou pochvu.
- Dužnina je velmi tenká a má štiplavou, amoniakální vůni.
- Bazidiospory jsou elipsoidní, hladké, tenkostěnné, amyloidní, o rozměrech 7,0–9,0 × 5,0–6,0 μm. Vyrůstají po čtyřech z 22–30 × 7,5–8,5 μm velkých basidií na 3 μm dlouhých stopkách.
- Klobouk a lupeny vykazují silnou bioluminiscenci, zatímco u třeně a mycelia je pouze slabá až nepozorovatelná.[1][3]

## Ekologie a růst
M. chlorophos se vyskytuje se v oblastech jihovýchodní Asie, mezi něž patří Japonsko, Srí Lanka, Malajsie, Borneo, Mikronésie a Papua Nová Guinea, dále byla nalezena i v Austrálii a Brazílii. Vyživuje se saprotroficky rozkladem zbytků dřevnaté hmoty a z tohoto důvodu lze její plodnice nejčastěji najít rostoucí na opadané kůře, větvích či pokácených stromech v tropických a subtropických lesích. Houbu je možné pěstovat v laboratoři na umělých substrátech, což usnadnilo její studium. Pro svůj růst vyžaduje vhodný rozsah teplot a vlhkosti. Teplotní optimum pro růst mycelia bylo určeno jako 27 °C, optimum pro tvorbu plodnice pak 21 °C, což odpovídá substropickým podnebným podmínkám. Laboratorními studiemi bylo zjištěno, že hladina vlhkosti je kritická pro správný vývoj plodnic M. chlorophos, kdy příliš nízká vlhkost vede k popraskání klobouků a příliš vysoká vlhkost způsobí deformaci zárodků plodnic. Kupříkladu na ostrově Hačidžódžima je možné nalézt rostoucí plodnice během období dešťů (na přelomu června a července, popř. září a října), kdy se relativní vlhkost pohybuje okolo 88 %.

## Bioluminiscence
Bioluminiscence je schopnost živých organismů vyzařovat viditelné světlo, která se během evoluce vyvinula mnohokrát u různých skupin organismů včetně makroskopických hub. Bioluminiscence M. chlorophos byla studována zejména v laboratorních podmínkách při pěstování na umělých půdách. V případě M. chlorophos nejintenzivněji září klobouk a lupeny plodnice s emisním maximem spektra vlnových délek při 522 nm, přičemž emise záření závisí na teplotě a nejvyšší intenzita nastává při 27 °C. Bioluminiscence nastupuje 25–39 hodin od vzniku plodnic po úplném rozevření klobouku. Při teplotě 21 °C přetrvává přibližně 3 dny a postupně slábne na okem nepozorovatelnou úroveň.
Molekulární podstata jevu bioluminiscence hub ani po desítkách let studia nebyla zcela objasněna, nicméně všechny modely předpokládají stejně jako u jiných skupin svítících organismů existenci organického substrátu obecně zvaného luciferin, který prochází chemickou přeměnou (oxidací) za současné emise světla. Může se tak dít prostřednictvím specializovaných enzymů, obecně nazývaných luciferáz. Bylo zjištěno, že houby využívají jiný systém substrátů a enzymů než ostatní skupiny organismů. Jako potenciální faktory pro bioluminiscenci M. chlorophos byly určeny některé látky odvozené od flavinu a také hispidin, který u jiných hub prokazatelně vystupuje jako prekurzor fungálního luciferinu. Mezi další bioluminiscenční zástupce rodu Mycena patří M. illuminans, M. discobasis a M. marginata.

## Využití
Svítící houby si během historie našly ve společnosti kulturní i technologické využití. Protože jsou známé podmínky a metody pro kultivaci M. chlorophos, houba byla využita při speciálních výstavách v japonských muzeích a botanických zahradách. Taktéž existují komerčně dostupné sady pro domácí pěstování M. chlorophos pro okrasné a vzdělávací účely. Na Boninských ostrovech a na ostrově Hačidžódžima se za účelem pozorování svíticích plodnic M. chlorophos pořádají noční exkurze, které v těchto lokalitách představují ekonomicky významnou složku cestovního ruchu. Na rozdíl od hrstky jiných svítících hub M. chlorophos zatím nenašla žádné technologické uplatnění, ale její další studium by mohlo přispět k pochopení molekulárních mechanismů bioluminiscence u hub.